# Otto von Dewitz (Jurist)
Otto Balthasar Jacob Carl von Dewitz (* 19. Juli 1853 in Cölpin; † 4. November 1919 in Neustrelitz) war ein mecklenburgischer Gutsbesitzer und Verwaltungsjurist.

## Leben

### Herkunft und Familie
Otto von Dewitz (Nr. 582 der Geschlechtszählung) war ein Sohn des Gutsbesitzers und Abgeordneten Friedrich von Dewitz und dessen Frau Thekla, geb. von Maltzahn (1819–1902). Der spätere Staatsminister Friedrich von Dewitz war sein älterer Bruder. Er heiratete am 2. August 1887 in Neustrelitz in zweiter Ehe Marie, geb. Gräfin von Schwerin (* 3. März 1862 in Göhren (Rügen); † 9. Mai 1921 in Berlin) aus dem Hause Wolfshagen und bekam mit ihr vier Kinder: Elisabeth, Luise, Ottfried (* 7. Juli 1892 in Neustrelitz; † 5. November 1980 in Hamburg) und Marie. Der Sohn Ottfried wirkte als Vorstandsmitglied der Hugo Junkers Werke, Autor, Berufssoldat (zuletzt Oberstleutnant), Direktor der Deutschen Versuchsanstalt für Luftfahrt und Referent für das Englandwesen bei der Abwehr.

### Karriere
Dewitz besuchte das Katharineum zu Lübeck bis zum Abitur Michaelis 1874 und studierte Rechtswissenschaften an den Universitäten Heidelberg und Leipzig. In Heidelberg wurde er Mitglied des Corps Saxo-Borussia Heidelberg.
1878 trat er als Kammergerichtsreferendar in Berlin in preußische Dienste. 1881 wechselte er in den Verwaltungsdienst von Mecklenburg-Strelitz. Er wurde 1884 Assessor und 1885 Kammerassessor in Neustrelitz. 1889 erfolgte seine Beförderung zum Kammerrat unter Berufung zum Mitglied des Großherzoglichen Baudepartements, der Großherzoglichen Finanzkommission und des Landesversicherungsamtes. Im Nebenamt war er Hausmarschall am Neustrelitzer Hof. Seit 1904 war er Vorsitzender des Großherzoglichen Kammer- und Forstkollegiums.
Otto von Dewitz erbte das Gut Helpt, das er 1911 an Hans Bodo Freiherr von Bodenhausen verkaufte.

## Auszeichnungen
- Hausorden der Wendischen Krone: 1893 Ritter, 1903 Komtur, 1905 Großkomtur[3]
- Gedächtnismedaille für den hochseligen Großherzog Adolf Friedrich V.
- Königlicher Kronen-Orden (Preußen), 2. Klasse mit Stern
- Albrechts-Orden, Komturkreuz 1. Klasse
- Orden vom Zähringer Löwen, Kommandeurkreuz 1. Klasse
- Herzoglich Sachsen-Ernestinischer Hausorden, Komturkreuz 2. Klasse
- Lippischer Hausorden 1. Klasse
- Orden von Oranien-Nassau, Großoffizierkreuz
- Preußische Landwehr-Dienstauszeichnung, II. Klasse